# Evergreen (高橋瞳の曲)
「evergreen」（エヴァーグリーン）は、日本の歌手・高橋瞳の2枚目のシングル。

## 解説
2005年第2弾シングルであり、CBC・TBS系ドラマ「新キッズ・ウォー」主題歌に起用された。"永遠に変わらないもの"をテーマに詞は書かれており、自身も作詞に参加した。

## 収録曲
1. evergreen
  - 作詞:高橋瞳、田中秀典　作曲：田中秀典　編曲：十川知司
2. 冒険者
  - 作詞：高橋瞳、mavie　作曲・編曲：Hyoei Yasuhara
3. evergreen -Instrumental-
4. 冒険者 -Instrumental-

## 収録アルバム
- sympathy（#1）